# Morristown (Ohio)
Morristown – wieś w Stanach Zjednoczonych, w stanie Ohio, w hrabstwie Belmont.